# Hubert Berenbrinker
Hubert Berenbrinker, né le 7 juin 1950 à Verl (Rhénanie-du-Nord-Westphalie, Allemagne), est un prélat catholique allemand, évêque auxiliaire de Paderborn de 2008 à 2020.

## Formation
Hubert Berenbrinker étudie au Collège Clemens Hofbauer, à Bad Driburg, jusqu'en 1970, puis part étudier la théologie catholique et la philosophie à la Faculté de théologie de Paderborn puis à l'Université d'Innsbruck. Puis, le 11 juin 1977, il est ordonné prêtre par Mgr Johannes Joachim Degenhardt.
De 1977 à 1981, le père Hubert Berenbrinker exerce la charge de vicaire à Hagen. Il est également chargé de la jeunesse de 1981 à 1983. De 1983 à 1989, il est vicaire à Holsen, puis, à partir de 1988, de Kirchlengern. 
De 1998 à 2004, il est doyen régional des anciens lauréats de Südsauerland. En 2001, Berenbrinker est élu chanoine du chapitre de la cathédrale de Paderborn. En octobre 2004, il est nommé vicaire général de Paderborn. Le 14 février 2005, le pape Jean-Paul II le nomme aumônier honoraire pontifical. 

## Épiscopat
Le 19 avril 2008, le pape Benoît XVI le nomme évêque titulaire de Panatoria (de) et évêque auxiliaire de Paderborn. Il reçoit la consécration épiscopale le 15 juin 2008, de mains de Mgr Hans-Josef Becker, dans la cathédrale de Paderborn. Ses co-consecrateurs sont alors les évêques auxiliaires de Paderborn : Manfred Grothe et Matthias König. 
Il célèbre sa première messe épiscopale le 7 juillet 2008 à Verl, dans le cadre du 175e anniversaire de saint Hubertus, dans l'église Sainte-Anne.

Il se retire le 21 septembre 2020, à l'âge de 70 ans, pour raisons de santé. 